# Samorząd Regionu Tamar
Samorząd Regionu Tamar (hebr. מועצה אזורית תמר) – samorząd regionu położony w Dystrykcie Południowym, w Izraelu.
Samorządowi podlegają tereny we wschodniej części pustyni Negew, w rejonie Morza Martwego.

## Osiedla
Na terenach o powierzchni 1760 km² mieszka około 2300 ludzi. Znajdują się tutaj 2 kibuce, 3 moszawy i 3 wioski.

### Kibuce
| - En Gedi | - Har Amasa |

### Moszawy
| - En Chacewa - En Tamar | - Ne’ot ha-Kikkar |

### Wioski
- Newe Zohar